# だぁ!だぁ!だぁ!
『だぁ! だぁ! だぁ!』は、川村美香の漫画作品、およびこれを原作としたテレビアニメ作品ならびにコンピュータゲームなどのメディアミックス作品を指す。

## 概要
講談社の月刊漫画雑誌「なかよし」に1998年2月号から2002年3月号までの4年間にかけて連載された。その後アニメ化され、2000年3月28日から2002年2月26日にかけてNHK衛星第2テレビの『衛星アニメ劇場』において放送された。コミックスは全9巻の全45話で構成され、既刊分は旧版の他になかよしの創刊記念企画の一環として発売した記念版の二種類が発売されている。旧版単行本の累計発行部数は約230万部。
原作が月刊誌連載であること、連載とアニメ放送がほぼ同時期に終了することなど制作上の制約から、原作とアニメでは話の展開や設定が多少異なっており、アニメに登場しない原作のエピソードもいくつかみられ、特に第2期では原作にないたくさんの宇宙人や宇宙の道具が登場し、よりギャグテイストが色濃くなっている。原作続編の『新☆だぁ!だぁ!だぁ!』が2002年5月号から2003年2月号まで同誌で連載されているが、アニメの展開では『新☆だぁ!だぁ!だぁ!』のストーリーにはつながらない。なお、ゲームはアニメの設定を元にしている。
作品全般において海外では「UFO Baby」というタイトルとして浸透しており、諸外国で出版された単行本などの書籍や、発売されるアニメ関連商品は主にこの名称が用いられている。国によってはローマ字表記での取り扱いもみられるが「Daa! Daa! Daa!」または「Da!Da!Da!」のように当該表記間にも差異がみられる。

## あらすじ
中学2年生の少女・光月未夢は、両親が仕事でアメリカの航空宇宙局（NASA）に行くことになったことを機に、母親の知り合いである平尾町の西遠寺に一人預けられることになった。しかも、その西遠寺の住職・西遠寺宝晶もインドに修行に行ってしまい、宝晶の息子で未夢と同い年の少年・西遠寺彷徨とふたりきりで暮らすことになってしまう。
唐突な展開に戸惑うふたりだが更にハプニングは重なり、その日の夜、地球から120億光年離れた「オット星」から、超能力を持った宇宙人の赤ちゃん・ルゥと、ベビーシッター兼ペットのワンニャーを乗せた小型UFO（ベビーカー）が“時空のひずみ”に巻き込まれて西遠寺に墜落する。このルゥとワンニャーもまた、言い知れぬハプニングによって遥か彼方の地球まで飛来し、西遠寺に辿り着いたのだった。UFOが壊れ自力での帰還が不可能となり、未知なる惑星での足止めを強いられたルゥとワンニャーは当然頼れる身寄りもなく、唯一の拠り所である西遠寺に置いてもらえるよう未夢と彷徨に頼み込み、当面の間一緒に暮らすこととなった。一夜にして目まぐるしい生活の変化を強いられた各々は、それぞれ複雑な家庭事情を抱えながらもひとつ屋根の下で暮らすことを決め、ワケあり者同士で営む共同生活をスタートさせるのであった。
未夢と彷徨は、クラスメイトの天地ななみ・小西綾・花小町クリスティーヌ（クリス）・黒須三太・光ヶ丘望やクラス担任の水野先生、漫画家の山村みかん達に、ルゥが宇宙人であることを知られないようにするために四苦八苦する。しかし、ルゥは無邪気に超能力で物を持ち上げたりフワフワと空を飛んだりして、ふたりを慌てさせる。異常なまでに彷徨に好意を寄せるクリスにふたりの仲を嫉妬され大騒ぎになったりと気苦労は絶えないが、未夢は持ち前の明るさと彷徨の優しさ、そして、ふたりを本当の両親のように慕うルゥの存在により、健気に楽しく過ごしていく。

## 作品構造

### 舞台設定
西遠寺（さいおんじ）
主人公たちが暮らす架空の寺院。原作続編にも引き続き登場し、シリーズにおいては核となり、日々多くのストーリーを展開する舞台となっている。まちの郊外に位置し町内を望めるほどの高台にあり、山門へと通じる長い石段が特徴的で、夕方5時に鳴り響く釣鐘の音がまちの名物となっている。
本来は宝晶と彷徨の二名が住むが、両親のNASAへの抜擢によってアメリカへ渡り、国内に独り留まることになった未夢が寺へ預けられ、更にはインドへの仏道修行で宝晶が発ったため、急遽として二人での共同生活の場となった。その後オット星から飛来したルゥとワンニャーが加わった為、物語の大半は4人家族として暮らすことになる。
長野県千曲市に実在する興正寺がモデルとなっており、作中での描写については多くの共通点がみられる。
平尾町（へいおまち）
西遠寺や主人公たちが通う中学校がある地域。原作よりアニメにおいて言及される機会が多い。西遠寺が所在する地域は比較的のどかな町であるが、市街地にはデパートなどの商業施設が立ち並び、ワンニャーが通う「スーパーたらふく」や商店街といった賑やかなスポットがあり、隣町には「モモンランド」や「ファンタジーパーク」といった遊園地を揃えた地域があり、たびたび物語の舞台として用いられる。
地名に町（まち）と入っているが、学校名は「市立第四中学校」となっているため、居住地域は市部という扱いになっている。
市立第四中学校（しりつだいよんちゅうがっこう）
主人公たちが通う中学校で、西遠寺に次いで登場機会の多い舞台。文化祭の演劇コンクールや美少年コンテストといった特徴的な学校行事が催されている。学校給食がなく、生徒は弁当を持参している。制服は女子がセーラー服で男子は学生服。未夢たちのクラスは2年1組となっている。

### 登場する惑星
地球（ちきゅう）
物語の舞台となる惑星で、他の銀河系の惑星にとっては 太陽系 第三惑星“地球”という位置付けがされている。宇宙連盟には加盟しておらず、諸惑星には発展途上の星と認識されている。シャラク星などの周辺惑星には観光地として人気があり、地球人の容姿に変化して旅行する者も多い。
オット星
銀河系の遥か彼方にある惑星の一つ。地球やシャラク星から120億光年離れた辺境の星で、オット星の高度な科学技術を駆使しても帰還が困難なほど、途方も無い宇宙のはずれに所在する。惑星の概念は地球と似通っており、質量や気候といった空間環境には類似性がある。特有の病原菌も存在し、オット星の赤ちゃんが成長期に必ず罹る、麻疹に似た「百人増殖」、シッターペットが罹る「カビダレ病」など、その描写を扱ったものも登場する。
オット星人の幼児はルゥのように超能力をもっているが、一般的には成長とともにその力は徐々に失われていくという特性を併せ持っている。
シャラク星
星矢やわるわる団の出身惑星。地球とは距離的にさほど離れておらず、星矢曰く「割と近い」とのこと。作中に登場する惑星の中ではオット星に並んでよく扱われる。
普段はシャラク星人としての姿をしているが、地球旅行の際には地球人に変身して存在を同化させている。星矢をはじとするシャラク星人には、手の接触を介して他者の心情を読み取る能力が備わっている。
ペポ星
ペポの故郷。地球を挟んでオット星とは正反対の位置にある辺境の惑星で、謎の多い星となっている。
ツーハン星
ワンニャーが愛用する通信販売の発送拠点となる惑星。日々さまざまな商品が西遠寺に送り込まれている。
上記以外にも、あらゆる特徴をもった惑星が宇宙に点在しており、個性的な宇宙人がアニメのエピソードに多数登場する。

### 作中用語
時空のひずみ（じくうのひずみ）
空間上に突如として出現するワームホールの一種。飲み込まれると宇宙空間の何処へ飛ばされるかもわからない時空現象で、ルゥとワンニャーはこの時空のひずみに巻き込まれて地球へ飛来した。移動対象は空間だけに留まらず、時空間にも影響を及ぼし、UFOの燃料を誤って燃やした際には目まぐるしい時代変化の世界に晒される事態となった。
構造としては謎めいた部分も多く、空間地点の違いによってその規模も異なり、満月においては何かしらのエネルギーが増幅され巨大なひずみを生み出す要因となる。また、ひずみには特定のある地点に好発する特徴があり、西遠寺の近辺やルゥたちがひずみに巻き込まれたオット星の市街地などが例に挙げられる。
予測技術の高い星では、「時空のひずみ警報」という気象情報も流されている。
シッターペット
オット星においてのベビーシッターを務める家庭用ペット。ワンニャー一族によって代々受け継がれており、中でもワンニャーは血統書付きの優秀なシッターペットとされ、西遠寺に来てからは両親の居ない未夢と彷徨の世話係としても手腕を発揮し子守りだけでなく、雑務や買い物といった家事全般をこなすようになった。
シッターペットは変身能力が備わっており、地球人をはじめとしてあらゆるモノに変化することができる。
シッターペットとして仕える者は、シッター道具を壊すと仕事を降ろされるという掟が存在する。
宇宙連盟（うちゅうれんめい）
オット星やシャラク星が加盟する宇宙組織。
おままごとセット
ルゥが持つオット星特製のおもちゃ。部屋をドレスアップするおもちゃから、本格的な治療機能を備えた「お医者さんセット」など、技術の発達したオット星で好評を博す人気玩具。
ワンニャーが取り寄せるおもちゃと同じく、トラブルメーカー的な存在として、時々ひと騒動を巻き起こしている。
アメリカ航空宇宙局（NASA）
未来と優が勤める宇宙機関で、アメリカに所在する実際のNASAと同様に扱われている。「地球外物質探知機」などの高度な機械装置を開発し宇宙人の発見に力を注ぐなど、作中ではとりわけ宇宙人研究が盛んである。また「NASAまんじゅう」などの名産品の開発も未来の手によって密かに行われている。

## 登場人物

### 主要人物

#### 西遠寺家
光月 未夢（こうづき みゆ）
声 - 名塚佳織
本作の主人公。中学2年生。3月15日生まれの魚座。年齢は13歳。身長160cm、体重47kg。血液型はO型。成績はどれも5段階評価で3。特技は子育てで、趣味は長風呂。
科学者である父親がNASAへ行き、母親は宇宙飛行士として宇宙へ行ったため、一人となったことから西遠寺に居候することになり、ルゥ、ワンニャーとも出会う。
性格はとても明るく前向きだが、少々お節介かつ早とちりである。彷徨に対してムキになることもあるが、自分の気持ちを隠す一面もある。学校では、クラスメートに彷徨の家に居候している事、ルゥとの関係を誤解されないようにとのことで、彷徨とは「いとこ同士」、ルゥとは姉弟という事にしている。料理は上手とは言えないが、原作続編によると未夢の作る味噌汁はとても美味しいらしい。甘いお菓子が好きで、本編では触れられないが好物はカスタードプリン。
彷徨の第一印象は最悪だったが、徐々に気になる存在となり、最終巻で両思いになる。
西遠寺 彷徨（さいおんじ かなた）
声 - 三瓶由布子
中学2年生。12月25日生まれの山羊座。身長167cm、体重54kg。血液型はAB型。
西遠寺家の一人息子。父・宝晶がインドへ修行へ行ってしまったので、預かることになっていた未夢、西遠寺に飛び込んできたルゥとワンニャーと同居するようになる。
性格はぶっきらぼうかつ無口で素直になれないが、さりげない優しさと物事をやり通す強い信念を持っている。また、文武両道でルックスも良いために学校一の人気者である。クラス委員長を務める。未夢とワンニャーしか知らないがかぼちゃが大好物で、かぼちゃ料理が得意である。お茶請けには沢庵を食す。法力はあるが、寺を継ぐ気はないらしい。アニメ版ではクリスマスが嫌い。また、トラブルが起きた際は原作よりもコミカルな対応をすることもある。
未夢と同じく第一印象は最悪だったが、彷徨も少なからず未夢のことが気になっていた。原作では終盤で未夢に告白する。
ルゥ
声 - かないみか
地球から120億光年離れた「オット星」からやって来た、地球人で言うと生後5-6か月ほどの赤ちゃん。身長58cm、体重5,200g。ワンニャーに連れられ散歩をしている途中で時空のひずみに吸い込まれ、西遠寺にたどり着く。彷徨をパパ、未夢をママと認識している。その理由は外見・声が本当の両親に似ているからだと思われる。超能力が使え、自分自身やおもちゃを宙に浮かせることができる。なお、ワンニャーによるとオット星の子供が超能力を使えるのは常識だが、大抵の子供は成長するうちに能力が使えなくなるらしい。
ワンニャー（欧米版：Baumiao）
声 - 千葉千恵巳
ルゥと共に地球へやって来たシッターペット。性別はオス。変身能力を持ち、ルゥと街中へ出るときには、若奥様や青年（みたらしさんもしくは親戚のお兄さん）などの姿に変身している。家事はそつなくこなすが、好物の「みたらしだんご」のことになると我を忘れる。また、ツーハン星の宇宙通販を愛用しており、日用品だけでなく、怪しげな商品などを取り寄せては、トラブルを撒き散らしている。ほとんど表には出さないが、時空のひずみに吸い込まれたのが自分との散歩中であり、ルゥを両親の元から離してしまったことをとても気に病んでいる。「シッターペットはシッター道具を壊すとクビになる」という規則がある。アニメでは『ワンニャーの育児日記』を記録してエンディングへ続くのが通例となっている。
アニメにおいては、第2期から西遠寺家の家計負担を軽減する目的で家庭菜園をはじめている。
ペポ
声 - 徳永愛
ペポ星人。原作では7巻終盤、アニメでは58話から登場。輸送中に誤って1匹だけ地球に落とされ、ぬいぐるみと間違われ、ゲームセンターのUFOキャッチャーに入れられていた。ちょうど弟が欲しくなっていたルゥに連れ帰られる。「ペポ」としか言わない。かなりの大食いで釜いっぱいのご飯を普通に平らげる。長い耳で繰り出すビンタが強力、電撃ができるなど小さいながら、とても危険な能力を持っているが、ルゥにだけは懐いている（後に未夢たちにも懐く）。

#### 学校・知人関係
花小町 クリスティーヌ（はなこまち クリスティーヌ）
声 - 池澤春菜
未夢と彷徨のクラスメート。9月2日生まれの乙女座。年齢は14歳。身長163cm、体重48kg。血液型はAB型。
愛称：クリス。フランス人のハーフで美少女。家が裕福で、豪邸に住むお嬢様。上品で優しく、気さくで面倒見も良い。彷徨のことが好きだが、彷徨と他の女が近くにいただけでも、激しく嫉妬して途端に暴走してしまい、一旦スイッチが入ると誰かにフォローを入れてもらわない限りずっと続く。暴走時の記憶は一応無いらしいが、回が進むにつれてその暴走癖が悪化する始末になっている。暴走時は建物を簡単に倒壊させてしまうほどの怪力だが、自分で壊した物はちゃんと自分で修理し、完璧に元通りにする。いつも大工道具を持ち歩いているらしく、アニメ最終話では、そのいつの間にか身に付いていた大工仕事の技術が大いに役に立った。
ルゥが超能力を使えることを原作では4巻で知るが、アニメでは終盤まで知らないという大きな違いがある。
花小町 ももか（はなこまち ももか）
声 - 西村ちなみ
クリスの従妹。3歳。6月21日生まれの双子座。身長84cm。血液型はO型。
ルゥの彼女を自称するが、彼自身はあまり理解していない。常に三輪車に乗っており、どうやって登っているのか、長い石段の上にある西遠寺にも必死に三輪車をこいで通いつめている。未夢のことを本人の前では「おばたん」と呼ぶなど、少々おませな性格だが、サンタクロースを信じているなど年相応に純粋な面もある。ルゥが超能力を使えることを知っている数少ない人物でもあり、原作では兄とともにルゥたちの正体を知って取り乱すクリスを止めようとした。アニメ版の最終回では中学生に成長し、ルゥと再会している。
花小町 栗太（はなこまち くりた）
ももかの兄でクリスの同い年の従兄に当たる。6月21日生まれの双子座。身長165cm、体重52kg。血液型はO型。
原作にのみ登場する。分厚いメガネをかけているが、メガネを外すと美少年である。西遠寺にももかを迎えに来た時に会った未夢に一目惚れしたが、あえなく失恋。ルゥが超能力を使えることを知っている数少ない人物の1人で、当初はルゥたちの正体を知って驚くものの、未夢たちから事情を聞くと素直に受け入れ、ルゥたちの正体を知って取り乱すクリスを止めようとした。
黒須 三太（くろす さんた）
声 - 時田光
未夢と彷徨のクラスメートで彷徨の親友。2月10日生まれの水瓶座。身長165cm、体重54kg。血液型はB型。
お調子者でクラスのムードメーカー的存在。変わった趣味を持ち、古くてレアでコアな物を収集している。名前（くろす さんた＝サンタクロース）は、駄洒落好きの両親がつけた。アニメ版では彷徨とはヒーローの「サボテンマン」を通じて意気投合した以来の幼なじみで、古いレコード・カメラ・8ミリ映画などが好き、茜ちゃんという女の子と文通しているなどの設定が追加されている。
小西 綾（こにし あや）
声 - 榎本温子
未夢と彷徨のクラスメート。8月24日生まれの乙女座。身長156cm、体重46.5kg。血液型はB型。
演劇部の副部長。普段は大人しいが、演劇のことになると人が変わったようにのめり込み、プチみかんの異名を持つ。演劇大会の際には、監督・脚本などを一括して担当した。アニメでは明るい性格に描かれており、奇妙な着ぐるみをたくさん持っている。アリの大群を飼っている。
天地 ななみ（てんち ななみ）
声 - 白倉麻子
未夢と彷徨のクラスメート。綾と一緒に、転校初日の未夢に声をかけ友人になり、休日は三人でウインドウショッピングを楽しんでいる。
華奢な体型の割に大食いで、未夢から「食欲女王」といわれるほど。また、料理もうまい。古着屋を廻るのが趣味。おばあちゃんは厳しいらしい。作品内では主にツッコミ役。
原作にもほぼ同じ外見のクラスメートが存在するが、名前も明らかになっておらず言葉遣いも性格も全く異なっている。ペットとしてまりもを飼っている。
光ヶ丘 望（ひかりがおか のぞむ）
声 - 山本泰輔
未夢と彷徨のクラスに転校してきた美少年。8月8日生まれの獅子座。身長166cm、体重52kg。血液型はB型。
原作は7巻、アニメは40話から登場。キザでナルシストな性格。オカメインコのオカメちゃん（声：白倉麻子）と共に、老若問わずあらゆる女性に赤いバラを配り歩いている。転校当初は彷徨をライバル視していたが美少年コンテストで敗北し、彼の人なりに触れてからは少し落ち着きをみせるようになった。アニメでは、配り歩いているバラは全て自分で栽培している。原作・アニメ終盤では、周囲がルゥたちの正体に気づくきっかけを作る重要な役を担った。
他の女子が悲しむという理由から“特定の女子生徒と15分以上過ごしてはならない”というポリシーを自分自身に課して遵守している。
山村 みかん（やまむら みかん）
声 - かないみか
西遠寺の近所に住む漫画家。糸目と感情の起伏に伴って変化する頭上の“ミカン”が特徴的。連載作品に活かせるようなネタを探し求めており、常に未夢たちの下をうろつき何処からともなく現れる神出鬼没な人物として、あらゆる意味で周囲の人間には一目置かれている。ネタの宝庫である西遠寺に押し掛けてはひと騒動を巻き起こし、原稿の締め切りが迫ると未夢と彷徨をアシスタントに動員して協力を請うている。ネタ収集と称して普段から奇行を繰り返しているが、漫画家としての人気は高く、アシスタントを志願するキャラクターも登場している。普段はのほほんとした言動をみせているが、サイン会などの改まった場では営業用の美人顔に変貌する。未夢たちの担任教師である水野先生とは旧知の仲で、あらゆる技能を身に付けた彼女と渡り合える数少ない実力者としても存在感を放っている。
原作者の川村美香がモデルとなっており、元々は作者の自画像として漫画に描かれていたキャラクターである。原作本編には登場しないが、ストーリーに影響しない程度に現れ、広告スペースや巻末特集などに活躍の場をもっている。キャラクターデザインも原作とアニメでは相違が無く、アニメ本編では漫画家として執筆作業をテーマとする話も多く登場する。

#### 未夢・彷徨の両親
光月 未来（こうづき みき）
声 - 皆口裕子
未夢の母親であり宇宙科学者、原作では生物学者。7月7日生まれの蟹座。身長は168cmで体重は「ヒミツ」となっている。血液型はA型。
宇宙飛行士に選ばれ、NASAで訓練中。底抜けに明るく非常にマイペースで、いつも未夢を翻弄する。「宇宙で新しい生物を探し出す」という夢を子供の頃から持ち、その実現のため宇宙飛行士を目指していた。家事は苦手。彷徨の母・瞳とは中学時代からの親友だった。
光月 優（こうづき ゆう）
声 - 鈴木琢磨
未夢の父親。原作では地球物理学者、アニメでは宇宙船開発者。4月4日生まれの牡羊座。身長179cm、体重68kg。血液型はO型。
未来と共にNASAへ赴く。家庭内でも良夫・良父であり、家事万能。未来とは大学で知り合い、在学中に結婚。
西遠寺 宝晶（さいおんじ ほうしょう）
声 - 緒方賢一
彷徨の父親。6月16日生まれ。身長176cm、体重79kg。血液型はB型。
西遠寺の住職。性格は、かなりの楽天家でいい加減。未来の頼みで未夢を預かったが、インドへの修行へ旅立ってしまう。その後も、「いやな予感がした」といって日本に戻ってきたり、アメリカ旅行中の彷徨の前に突然現れたりと、かなりやりたい放題やっている。アニメでは中盤でルゥとワンニャーの存在を知るが、寺に住み着いた物の怪と思い込んでいる。
西遠寺 瞳（さいおんじ ひとみ）
声 - 玉川紗己子
彷徨の母親。彷徨が3歳の時に病死。彷徨はよく覚えていないが、優しい母親だった様子。未来とは中学生時代からの親友。2人が修学旅行で訪れた寺で、当時修行中の宝晶と出会った。原作8巻にも登場した。

#### シャラク星人
作中に登場する惑星人の中では最も登場機会が多い。星矢以外はアニメオリジナルキャラクターである。
夜星 星矢（やぼし せいや）
声 - 真田アサミ
シャラク星からやって来た宇宙人の少年。身長163cm、体重53kg。ルゥ同様、身長と体重以外のパーソナルデータは不明となっている。
観光旅行で地球に来訪し、ルゥたちの存在を察知して西遠寺に現れる。少々打算的で他人をおちょくることが好きだが、根は悪くない。相手の手を握ることで、相手の心を読むことができる能力がある。初登場（原作1巻終盤から2巻中盤、アニメ12話、13話）のときは、ルゥとワンニャーをシャラク星に連れて行こうとしたが、あと一歩の所で失敗。地球では未夢や彷徨と同年代の少年の姿をとっているが、本当の姿や名前は別にあるらしい。しかし再登場の際の回想では地球人の姿で登場しており、この設定は消滅したと思われる。アニメ版では両親は相当な過保護らしく、耐えかねて西遠寺に家出して来たこともある。
夜星 流（やぼし るい）
声 - 野田順子
星矢の姉。シャラク星出版の「地球のことが全て分かる!」という怪しげなガイドブックを信用して、地球にやって来た。初めて地球に来た時は、デコトラ風のUFOに乗り、シスター服を着てきた。勝気で意地っ張りだが弟思いな性格。輝と交際している。シャラク星警察で働いているが、刑事ではなく、食堂・売店で働いている。
諸星 輝（もろぼし てる）
声 - 置鮎龍太郎
シャラク星人で宇宙連盟ポリスの宇宙刑事。熱血漢で、劇画風のいわゆる暑苦しい顔をしている。思い込んだら一直線なところがある。流とは恋人同士だが些細なことで揉めることが多く、その度にケンカと仲直りを繰り返しているが、のちに彼女と結婚する。風貌は特撮モノに登場する主人公のよう。

##### わるわる団
シャラク星出身の三人姉妹による科学者集団。自作した発明品の誤作動により、シャラク星を巨大アマガエルだらけにしたことに関わる多額の賠償金を踏み倒した咎でお尋ね者となってしまい、宇宙連盟ポリスに追われている。正式名称は「Fabulous gorgeous what days Louvin Brothers and sisters except me and more more more」であるが、本人たちも長すぎて覚えておらず、ドリアンは「本当の名前はなんか違ってたような気もするけど、忘れちゃったからわるわる団なんだけどさ」と、組織名の由来を語っている。アニメ版では、ルゥたちがオット星に帰るための重要な役割を演じることになる。なお、第46話の演劇コンクールの劇中に登場する「わるわる団」とは関係が無い。
ドリアン
声 - 望月久代
わるわる団の長女。妙にたどたどしい喋り方とサングラスが特徴的な組織のリーダー。元はシャラク星で時空のひずみを研究する科学者だったが、開発した「時空のひずみ発生装置」が暴走し、シャラク星の街中に巨大アマガエルを召喚して“トゥルットゥル”にしてしまい、諸々を経て悪の道に入ることになった。セコイ悪巧みを繰り返しているが、常に失敗している。一方で科学者としての情熱は失っておらず「時空のひずみ発生装置」には今も研究を重ね、試行錯誤の日々を送っている。
キウイ
声 - 野上ゆかな
わるわる団の次女。なぜかもんぺを着ている。グアバを引き連れていろいろな商品を売り歩いているが、全く役に立たないため一つたりとも売れていない。
ことわざのフレーズを間違って覚えている。
グアバ
声 - 長沢美樹
わるわる団の三女。いつも着ぐるみを着ていて、マスコットガールを称している。家事をやらされたり、厄介事を押しつけられたりと、末っ子の苦労を嘆いている。
以前バラをもらった光ヶ丘に好意を抱き、その後もそのバラを大切に持っているなど、純情で乙女チックな一面を持つ。

### アニメオリジナル
山村 みずき（やまむら みずき）
声 - 鈴木千尋
みかんの弟。絆創高校3年生。普段は隣町に住んでいるが、みかんの締切が近づくと呼び出される。姉の扱いが上手で、締切に苦しむみかんをサポートしたり、「漫画家をやめる」と駄々をこねるみかんを思いとどまらせたりしている。みかんの漫画に登場する美少年「ミナカミ君」のモデルでもあるが、みずき自体は原作者の弟がモデル。
水野先生
声 - 遠藤勝代
未夢や彷徨の担任教師。担当教科は家庭科。「社会経験が無い教師では生徒を導けない」という信念を持ち、教師になる前には様々な職業を経験したらしい（ロボット製作・尼さん（修行のみ）・探偵・推理作家・山岳救助隊・SF映画監督・振付師・漁師（遠洋漁業）・板前（修行のみ）・動物園の飼育係・漫画家のアシスタント・CIA・忍者（くノ一）など）。抜群の身体能力を誇る。漫画家のアシスタント時代（高校の同級生という説もある）にみかんと出会い友人となったが、そのために周囲からは何かあっても「みかんさんの友人だからな……」の一言ですまされてしまう。
鹿田さん
声 - 安井邦彦
花小町家の執事であり、クリスのお世話係。両親が不在がちなクリスにとっては、親代わりともいえる存在。暴走したクリスをなだめるために、いつも鹿の着ぐるみを着ている。料理やスキー、さらにはジェット飛行機の操縦までこなす。
校長
声 - 坂東尚樹
未夢や彷徨が通う中学校の校長先生。名前はもん蔵（姓は不明）。無類の猿好きで、体育祭や文化祭のテーマすら「猿」にしてしまうほど。校長室にはサルグッズのコレクションが大量に並んでいる。少年時代はモン吉という猿を飼っていたが、行方不明になっていた。モン吉とは紆余曲折あって再会し、飼い直す事に。ちなみに原作1巻に登場する「校長」はカツラを愛用する別人。
彷徨ファンクラブ
声 - 村井かずさ（ゆかり）、後藤邑子（さゆり）、西山幸（かおり）、茉雪千鶴（しおり）
未夢と彷徨のクラスメート。長い黒髪がゆかり、赤髪セミロングがさゆり、黒髪ショートがかおり、茶髪ショートがしおり。クリスと行動を共にすることが多い。
みかんの担当編集者
漫画家 山村みかんの担当編集者。これまで計3人が担当としてみかんの執筆作業を支えてきた。みかんに倣って3人とも頭にオブジェを乗せている。
ミドレ川（ミドレかわ）【音符】
声 - 榎本温子
初代編集者。冷静沈着な態度でみかんを机に向かわせ、常に締め切りを意識させる敏腕ぶりを見せている。
鈴田（すずた）【鈴】
声 - 坂口候一
ミドレ川から担当を引き継いだ二代目編集者。職務熱心ではあるが、ストーカーの一歩手前ともいえるほどの執念でみかんを追う熱血漢として彼女をやきもきさせている。連載が間に合わず、解雇の危機を迎えたことがある。
マリ山（マリやま）【テニスボール】
声 - 榎本温子
三代目編集者。普段は落ち着いているが、みかんに対して常に目を光らせ、連載を投げ出しふらつく彼女を引きずりながらも強引に連れ戻す剛腕ぶりが特徴的。歴代編集者としては唯一オープニングに出演している。

### ゲストキャラクター
特に断りのない限り、話数はアニメのものである。
喜上 アキラ（きじょう アキラ）（原作3巻、アニメ33 - 34話）
声 - 三石琴乃
彷徨の幼なじみで初恋相手。父母とともに渡米していたが、引っ越す前に彷徨と遊園地・ファンタジーパークへ行く約束をしていた。久しぶりに帰日した際、その約束を果たしてもらった。彷徨への気持ちはずっと変わらなかったが、未夢の存在を知って身を引いた。
ルゥの両親（原作5,9巻、アニメ26,27,77話）
声 - 名塚佳織（母）、三瓶由布子（父）
オット星人。時空のひずみに飛ばされたルゥとワンニャーを危険を顧みずに救助船で迎えに来る。
容姿が未夢と彷徨にそっくりである。
岡田 愛（おかだ あい）（10話）
声 - 沢城みゆき
第五中学校新聞部員。陸上大会の前に三太を取材するが、その直後から三太が上の空となり、未夢に「好きになった」と勘違いされることとなる。
演じた沢城は、未夢役の名塚・彷徨役の三瓶と同年度生まれであり、当時まだ中学生だった。アニメで監督を務めた桜井弘明は、「どうせなら」と未夢・彷徨と絡むシーンを追加したという（ただし、実際は彷徨とは話していない）。
クシャーナ（17話）
声 - 岡村明美
宝晶が時空のひずみの中で出会った美女。
ジャマク村の青年（17話）
声 - 渡洋史
ジャマク星人。
そうじくん（19話）
声 - 野上ゆかな
オソウジ星人。卒業試験のために地球にやってきて、未夢の実家の掃除をしていた。
豆腐人間（とうふにんげん）（23話）
劇中内の8ミリ映画、豆腐人間三部作「豆腐人間の誕生」「豆腐人間の逆襲」「豆腐人間の花嫁」の主人公。
ジュエル星人（29話）
声 - 西村ちなみ
無機質系宇宙人。テレパシーや光放射が使える。地球に旅行に来ていたところを捕まってしまい、ななみの行きつけの店でアンティークとして売られていた。
ジジワンニャー（30話）
声 - 高木均
ワンニャーの祖父にあたる一族の伝説的なシッターペット。今はシッター業を退き宇宙旅行の旅に出ている。変身する時は「ジジワンニャー！」という掛け声をもって変化する。地球に訪れた際に孫であるワンニャーと初対面を果たし、わずかな時間ではあるが貴重な一時を過ごした。地球に飛ばされて以来、それまで見せることがなかったワンニャーの心痛を打ち明けられた折には、彼の意を汲み助言を与え、新たな星へと旅立っていった。
初めて地球に訪れた際は武士に変身していたが、これは流と同様、シャラク星出版の「地球のことが全て分かる!」という怪しげなガイドブックを信用していたため。
一発 当（いっぱつ あてる）（37話）
声 - 西村朋紘
NHKのチーフプロデューサー。人気番組「週刊キッズニュース」のレギュラー司会者に未夢を抜擢しようとした。
鯉のぼり星人の父子（44話）
声 - 日髙のり子（息子）、田中完（父）
鯉のぼり観光のために地球にやって来たが母とはぐれてしまい、探していた。地球人の姿から本来の姿に戻る時には奇妙な踊りを踊る。
グルメ星人（48話）
声 - 平野俊隆
地球のあちこちに漬け物のカメを埋めている。素人が開けると非常に危険らしい。
畑山先生（はたけやませんせい）（49話）
声 - 花形恵子
水野先生の恩師。
ユズヒコ（51話）
声 - 山寺宏一
10年前、みかんが付き合っていた相手で、夢のために別々の道を歩むことになった。現在はブロードウェイで俳優をしている。
ビンセント博士（53 - 54話）
声 - 滝口順平
地球外物質探査器の発明者。
ジュディー（57話）
声 - 川村美香
誘惑花。ある理由から、望が夢中になって育てていた。
駒田 あゆみ（こまだ あゆみ）（60話）
声 - 渡辺菜生子
みかんのアシスタントを志望してやってきた。頭に将棋の駒「歩」を乗せている。「歩」とはペンネームで本名は「京子」。
カボ吉（カボきち）（62話）
声 - 中村大樹
トーナス星人。江戸っ子な大工。
勉強宇宙人（63話）
声 - 陶山章央
勉強するための環境を求めて地球にやってきた。宇宙大学99浪中。
白井 茜（しらい あかね）（64話）
声 - 中山理奈
三太のペンフレンド。ヴァイオリンの勉強をしに、ドイツへ留学した。
夢小路 小梅（ゆめこうじ こうめ）（66、75話）
声 - 白鳥由里
ルゥに一目惚れした幼稚園児。ももかと火花を散らすことになる。母の小春（声：高田由美）と良い子でいる約束をしている。
七福神（71話）
フクちゃん（福禄寿）（声：八木光生）、ベンちゃん（弁財天）（声：麻生かほ里）、エビちゃん（恵比寿神）（声：鈴木琢磨）、ダイちゃん（大黒天）（声：永野広一）、ホテちゃん（布袋和尚）（声：田中完）、ビシャちゃん（毘沙門天）（声：志村知幸）、ジュちゃん（寿老人）（声：平野俊隆）。
仲良しになった宝晶が西遠寺につれてきた。
化学の先生（原作2巻、アニメ各話）
声 - 柏倉つとむ
長髪で武田鉄矢似。原作では「金九」と名前がついている。
配達員（宅配員）（アニメ各話）
声 - 田中完
ワンニャーの注文で、ツーハン星の商品をトラック型の宇宙船で西遠寺に運んでくる。
いつもの販売員 （アニメ各話）
声 - 鈴木琢磨
スーパーたらふくなどで実演販売を行っている。
チンピラ2人組（原作4巻）
百人増殖にかかって分裂したルゥの1人を誘拐。お互いを「アニキ」「ヤス」と呼ぶ。アニメではわるわる団がこの役割になった。
三太のおじ（原作8巻）
海の家を経営。三太にそっくりだが、職業柄か色黒。
キョウコ（原作9巻）
巻末おまけの番外編に登場。スーパーアイドルで、財布を拾われたことがきっかけとなり、三太と交際を始めた。

### マスコットキャラクター
モン吉（モンきち）
声 - 福島おりね
校長が少年時代に飼っていたペット。ある日突如として姿を消し、長年にわたり行方知れずになっていた。
ピキピキエンジェル
サブタイトルや作中の場面転換時などで頻繁に登場するマスコット的存在。西遠寺の屋根で寝ている。基本的に無声だが、最終話に限り原作者の川村が声を当てた。なお、原作1巻でも似たキャラクターが登場しているが、デザインが若干違う別物である。

## 出版物

### 掲載誌
講談社刊行 『なかよし』 連載
- 1998年2月号 - 2002年3月号にて月刊連載。

### 単行本
1. 川村美香 『だぁ!だぁ!だぁ!』（講談社コミックスなかよし）全9巻
2. 川村美香 『だぁ!だぁ!だぁ! なかよし60周年記念版』（KCデラックス）全9巻

| 初版発行日/（発売日） | 初版発行日/（発売日）     | 本誌連載期間                | スピンオフ作品                          | 書籍番号           |
| --------------------- | ------------------------- | --------------------------- | --------------------------------------- | ------------------ |
| 1                     | 1998年9月4日/（9月2日）   | 1998年2月号 - 6月号         | 番外編『ワン!ニャー!だぁ!』             | ISBN 4-06-178898-1 |
| 1                     | 2015年7月3日              | 1998年2月号 - 6月号         | 番外編『ワン!ニャー!だぁ!』             | ISBN 4-06-377235-7 |
| 2                     | 1999年1月7日/（1月5日）   | 1998年7月号 - 10月号/12月号 | -                                       | ISBN 4-06-178907-4 |
| 2                     | 2015年7月3日              | 1998年7月号 - 10月号/12月号 | -                                       | ISBN 4-06-377236-5 |
| 3                     | 1999年6月4日/（6月2日）   | 1999年1月号 - 6月号         | -                                       | ISBN 4-06-178916-3 |
| 3                     | 2015年7月3日              | 1999年1月号 - 6月号         | -                                       | ISBN 4-0637-7237-3 |
| 4                     | 1999年12月6日/（12月3日） | 1999年7月号 - 10月号        | 『教えます?だぁ!だぁ!だぁ!の秘密』      | ISBN 4-06-178927-9 |
| 4                     | 2015年8月6日              | 1999年7月号 - 10月号        | 『教えます?だぁ!だぁ!だぁ!の秘密』      | ISBN 4-06-377248-9 |
| 5                     | 2000年6月6日/（6月3日）   | 2000年1月号 - 5月号         | 番外編『だぁ!だぁ!だぁ!りとるメモリー』 | ISBN 4-06-178939-2 |
| 5                     | 2015年8月6日              | 2000年1月号 - 5月号         | 番外編『だぁ!だぁ!だぁ!りとるメモリー』 | ISBN 4-06-377249-7 |
| 6                     | 2000年12月6日/（12月4日） | 2000年6月号 - 10月号        | 番外編『だぁ!だぁ!だぁ!のなつやすみ』   | ISBN 4-06-178951-1 |
| 6                     | 2015年8月6日              | 2000年6月号 - 10月号        | 番外編『だぁ!だぁ!だぁ!のなつやすみ』   | ISBN 4-06-377250-0 |
| 7                     | 2001年5月7日/（5月1日）   | 2000年12月号 - 2001年4月号  | 『ポケットだぁ!だぁ!だぁ!』             | ISBN 4-06-178962-7 |
| 7                     | 2015年9月5日              | 2000年12月号 - 2001年4月号  | 『ポケットだぁ!だぁ!だぁ!』             | ISBN 4-06-377261-6 |
| 8                     | 2001年11月6日/（11月2日） | 2001年5月号 - 9月号         | スペシャル番外編『失敗をけしちゃお!』   | ISBN 4-06-178975-9 |
| 8                     | 2015年9月5日              | 2001年5月号 - 9月号         | スペシャル番外編『失敗をけしちゃお!』   | ISBN 4-06-377262-4 |
| 9                     | 2002年6月6日/（6月4日）   | 2001年11月号 - 2002年3月号  | 『だぁ!だぁ!だぁ!ミニミニ番外編』       | ISBN 4-06-178991-0 |
| 9                     | 2015年9月5日              | 2001年11月号 - 2002年3月号  | 『だぁ!だぁ!だぁ!ミニミニ番外編』       | ISBN 4-06-377263-2 |

### 関連書籍
| 発売日         | タイトル                             | 出版社 | 書籍番号           |
| -------------- | ------------------------------------ | ------ | ------------------ |
| 2001年10月26日 | 話せる15の英会話術 だぁ!だぁ!だぁ!編 | 講談社 | ISBN 4-06-178898-1 |

## アニメ
NHK衛星第2テレビジョン『衛星アニメ劇場』にて、前枠を務めた『カードキャプターさくら』から引き継ぐ形で2年間にわたって放送された。前後期に分かれた2部構成で全78話。同番組火曜日前半枠において、1994年の『超くせになりそう』から続いた『なかよし』シリーズは当作品をもって最後となった。2001年からは地上波であるNHK教育テレビでも放送が行われた。
主人公の声を担当した名塚佳織（光月未夢役）と三瓶由布子（西遠寺彷徨役）は放送当時、共に役柄と同じ中学生であることが話題になった(なお、名塚は本作がアニメ初主演、三瓶は本作が声優デビュー作となる)。また、本作終了から3年後、2人は『交響詩篇エウレカセブン』で再び主演として共演している。ワンニャーを演じた千葉千恵巳が同時期に放送されていた『おジャ魔女どれみ』シリーズの主人公 春風どれみも演じていたことから、アニメ51話ではワンニャーの台詞に「わたしって世界一不幸なシッターペットかも」というどれみのパロディが存在する。

### 放送体制
2年間での放送期間で全78話を放送したが、夏休みなどの休暇期間やシリーズの移行期間には一定の中断を挟み、本放送の代わりに総集編などの再放送を行っていた。『衛星アニメ劇場』本放送終了の翌週からは、担当声優がスタジオゲストとして出演し作品を振り返るセレクション放送が始まり、翌月まで放送された。地上波の本放送となる教育テレビにおいても放送終了翌週から本編の傑作選が当月において放送された。
再放送はすべてNHKの放送体系による番組枠でのみ行われた。本放送枠と並行する形で放送された教育テレビと衛星ハイビジョンは、本放送終了翌年の2003年まで放送され、その後は地上波放送のデジタル放送である教育テレビのマルチチャンネルでも再放送を開始し、当時は試験的な位置づけにあったデジタル放送として放送した。2005年末から翌年にかけては『衛星アニメ劇場』以来となる衛星第2テレビでの枠が設けられ、アニメ早朝5時枠の時間帯にて放送された。現在のところ、2006年10月23日まで放送された教育テレビでの番組枠が最後に行われたテレビ放送となっている。
海外では、英語や他の言語に翻訳して新たに吹き替え直されたものが作られ、主にアジア各国を放送地域として、アニマックスやディズニーチャンネルといったCS放送によって放送されていた。

### ワンニャーの育児日記
ワンニャーがシッターペットの務めとして日々記録する育児日記で、毎回エンディングの直前に行われるアニメにおいての恒例行事。シッター道具であるオットセイのロゴが入った小型ワープロを用いて、身のまわりに起こった一日の出来事を認めて個人的な所見を付すのが慣例となっている。基本的に毎日欠かさず記録しているが、ワンニャーの体調が優れない時や、記載をためらうような内容の場合、またはストーリー自体の都合によっては日記をつけることなくエンディングを迎えることもある。なお、この日記は音信不通状態にあったルゥの両親の目にも入っていたようで、我が子との離別を強いられた実の親にとってはルゥの近況を知る唯一の手段となっていた。放送開始初期には「オット星歴」という惑星独自の暦日を用いていたが、第6話で書かれたのを最後にその後はオット星歴について言及されることはなくなった。また、オット星人は子どもの誕生に伴って新たに暦を作るという風習があり、誕生日もその暦を基にした日付になっている。

### スタッフ
- 原作 - 川村美香
- 監督 - 桜井弘明
- シリーズ構成 - 金春智子
- キャラクターデザイン - 音地正行
- 美術監督 - 小林七郎
- 撮影 - 黒澤豊
- 編集 - 関一彦
- 音楽 - 増田俊郎
- 音響監督 - 中野徹
- アニメーションプロデューサー - 松倉友二、佐藤孝
- 制作統括 - 岡本樹一郎→渡辺俊雄、吉國勲
- プロデューサー - 近藤栄三
- アニメーション制作 - J.C.STAFF
- 共同制作 - NHKエンタープライズ21・総合ビジョン
- 制作・著作 - NHK

### 主題歌
主題歌の楽曲制作は第1期のエンディングテーマを除いてアニメの音楽部門を担当する増田俊郎が手掛けている。
オープニングテーマを歌う中島礼香は当主題歌が歌手としてのデビュー曲となった。奈良沙緒理はソロとしては中島同様初作品であるが、Ace Fileとしての活動経歴があり、グループとしてシングルリリースを果たしている。
TRF「BOY MEETS GIRL」は1994年にリリースされた既成楽曲を主題歌とするが、コンピレーションアルバムシリーズ「スーパーユーロビート」仕様のリミックスバージョンとしてアニメ用にアレンジされた楽曲が起用されている。三重野瞳が歌う第2期エンディングテーマについては、テーマソングの中では唯一の歌手自身による作詞である。
第1期の最終話に当たる第39話については、未夢が歌唱する「ハートのつばさ」がエンディングテーマとして使用されており、当該楽曲はキャラクターソングとして、後にリリースされるアニメの関連作品にも収録されている。
オープニングテーマ
「ハートのつばさ」（第1期）
作詞 - まつざきゆうこ / 作曲・編曲 - 増田俊郎 / 歌 - 中島礼香
「HAPPY FLOWER」（第2期）
作詞 - まつざきゆうこ / 作曲・編曲 - 増田俊郎 / 歌 - 奈良沙緒理
エンディングテーマ
「BOY MEETS GIRL DA!DA!DA! Remix」（第1期）
作詞・作曲 - 小室哲哉 / 編曲 - M.I.D. / 歌 - TRF
「ゆっくり」（第2期）
作詞 - 三重野瞳 / 作曲・編曲 - 増田俊郎 / 歌 - 三重野瞳
挿入歌
「タカラモノ」（第25話、第37話）
作詞 - 中島礼香、まつざきゆうこ / 作曲・編曲 - 増田俊郎 / 歌 - 中島礼香

### 各話リスト
- 原作項目には巻数を記し、括弧内は章数を表している。記載のないサブタイトルはアニメでのオリジナル作品に該当する。
- 日記は『ワンニャーの育児日記』を指し、各話における登場機会の有無を表す。

| 話数   | サブタイトル           | 脚本              | コンテ            | 演出         | 作画監督                | 放送日         | 原作      | 日記  |
| 第1期  | 第1期                  | 第1期             | 第1期             | 第1期        | 第1期                   | 第1期          | 第1期     | 第1期 |
| ------ | ---------------------- | ----------------- | ----------------- | ------------ | ----------------------- | -------------- | --------- | ----- |
| 第1話  | いきなり4人家族?!      | 金春智子          | 桜井弘明          | 笠井賢一     | 音地正行 和田崇         | 2000年 3月28日 | 1(1,2)    | ○     |
| 第2話  | ルゥくん煙突に登る     | 金春智子          | 和田高明          | 佐土原武之   | 伊東英樹                | 4月4日         | 1(2,3)    | ○     |
| 第3話  | クリス達がやって来た   | 平見瞠            | 島崎奈々子        | 岡崎ゆきお   | 祝浩司 梶谷光春         | 4月11日        | 1(3,4)    | ○     |
| 第4話  | ももかとネックレス     | 金子ツトム        | 藤森一真          | 石堂宏之     | 和田崇                  | 4月18日        | 3(4)      | ○     |
| 第5話  | 未夢の料理は失敗!?     | 丸尾みほ          | 鈴木行            | 岡嶋国敏     | 大坪幸麿                | 4月25日        | 2(3)      | ×     |
| 第6話  | 母の日にママ来る       | 池田眞美子        | 金子伸吾          | 高島大輔     | 大木良一 梶谷光春       | 5月16日        | 2(4)      | ○     |
| 第7話  | ルゥくん学校で人気者   | 荒川稔久          | 錦織博            | 錦織博       | 音地正行                | 5月23日        | 2(5)      | ×     |
| 第8話  | ルゥくん主役で初舞台   | 荒川稔久 桜井弘明 | 桜井弘明          | 岡本英樹     | 杉本功 大木良一         | 5月30日        | 3(1)      | ○     |
| 第9話  | いとこ同士公園デート   | 平見瞠            | 島崎奈々子        | 佐土原武之   | 伊東英樹                | 6月6日         |           | ○     |
| 第10話 | 三太ボーっと遊ばれる   | 金子ツトム        | 和田高明          | 佐土原武之   | 伊東英樹                | 6月13日        |           | ○     |
| 第11話 | 六月父の日パパ来る     | 丸尾みほ          | 笠井賢一          | 笠井賢一     | 和田崇                  | 6月20日        |           | ×     |
| 第12話 | 謎の少年・夜星星矢     | 池田眞美子        | 岡嶋国敏          | 岡嶋国敏     | 大坪幸麿                | 6月27日        | 1(5)      | ○     |
| 第13話 | シャラク星は謎の星     | 池田眞美子        | 鈴木行            | 高島大輔     | 高津幸央                | 7月11日        | 2(1,2)    | ○     |
| 第14話 | 助けて変身ワンニャー   | 丸尾みほ          | 高橋亨            | 高橋亨       | 杉本功                  | 7月18日        |           | ○     |
| 第15話 | みかん逃げたよ西遠寺   | 平見瞠            | 島崎奈々子        | 花井信也     | 和田高明                | 7月25日        |           | ○     |
| 第16話 | 海と恋人達の木         | 池田眞美子        | 金子伸吾          | 金子伸吾     | 森下真澄 小栗寛子       | 9月5日         |           | ○     |
| 第17話 | 宝晶インドか西遠寺     | 池田眞美子        | 石堂宏之          | 石堂宏之     | 浅野文彰                | 9月12日        |           | ○     |
| 第18話 | ももかのパスポート     | 丸尾みほ          | 岡嶋国敏          | 岡嶋国敏     | 石川慎亮                | 9月19日        | 3(4,5)    | ○     |
| 第19話 | 未夢の実家は謎な家?    | 平見瞠            | 鈴木行            | 鈴木行       | 杉本功                  | 9月26日        |           | ○     |
| 第20話 | 季節外れの家庭訪問     | 永月十            | 中津環            | 高島大輔     | 渡辺伸弘                | 10月3日        |           | ○     |
| 第21話 | 校長・モン吉仲直り     | 金春智子          | 阿保孝雄          | 佐土原武之   | 和田高明                | 10月10日       |           | ○     |
| 第22話 | 恐怖のハイキング       | 丸尾みほ          | 笠井賢一          | 笠井賢一     | 小栗寛子                | 10月17日       |           | ×     |
| 第23話 | みんな集まれ西遠寺     | 池田眞美子        | 井硲清高          | 井硲清高     | 杉本功                  | 10月24日       |           | ○     |
| 第24話 | 停電ハロウィン         | 平見瞠            | 岡嶋国敏          | 岡嶋国敏     | 小栗寛子 和田高明       | 10月31日       |           | ○     |
| 第25話 | ルゥくんとデパートで   | 永月十            | 高橋亨            | 高橋亨       | 野口木ノ実              | 11月7日        | 5(1,2)    | ○     |
| 第26話 | 夜星星矢からの知らせ   | 丸尾みほ          | 日色如夏 桜井弘明 | 高島大輔     | 杉本功                  | 11月14日       | 5(3)      | ×     |
| 第27話 | パパとママからの通信   | 丸尾みほ          | 金子伸吾          | 金子伸吾     | 小栗寛子                | 11月21日       | 5(4)      | ○     |
| 第28話 | 西遠寺にシスター来る   | 池田眞美子        | 藤森一真          | 佐土原武之   | 和田高明                | 11月28日       |           | ○     |
| 第29話 | ななみと謎の漬物石     | 金春智子          | 高橋亨 笠井賢一   | 石堂宏之     | 高津幸央                | 12月12日       |           | ○     |
| 第30話 | ワンニャーワンニャー   | 平見瞠            | 岡嶋国敏          | 岡嶋国敏     | 梶谷光春                | 12月19日       |           | ×     |
| 第31話 | 西遠寺と初クリスマス   | 丸尾みほ          | 鈴木行            | 鈴木行       | 野口木ノ実              | 2001年 1月9日  |           | ○     |
| 第32話 | クリススキーで別荘へ   | 池田眞美子        | 高橋亨            | 高島大輔     | 小栗寛子                | 1月16日        |           | ○     |
| 第33話 | 彷徨の幼なじみ         | 丸尾みほ          | 桜井弘明          | 笠井賢一     | 高津幸央                | 1月23日        | 3(2)      | ×     |
| 第34話 | 彷徨の約束デート       | 丸尾みほ          | 島崎奈々子        | 北川正人     | 大木良一 細田直人       | 1月30日        | 3(3)      | ○     |
| 第35話 | さよならワンニャー     | 平見瞠            | 井硲清高          | 井硲清高     | 杉本功                  | 2月6日         |           | ○     |
| 第36話 | 平尾町温泉探検隊       | 永月十            | 藤森一真          | 岡嶋国敏     | 小原充                  | 2月13日        | 4(5)      | ○     |
| 第37話 | 未夢のアイドルデビュー | 池田眞美子        | 高橋亨            | 石堂宏之     | 大木良一                | 2月20日        |           | ○     |
| 第38話 | ルゥくん増えちゃった   | 金春智子          | 桜井弘明          | 金子伸吾     | 小栗寛子                | 2月27日        | 4(3)      | ×     |
| 第39話 | 百人ルゥくん全員集合   | 金春智子          | 桜井弘明          | 笠井賢一     | 杉本功                  | 3月6日         | 4(3,4)    | ○     |
| 第2期  |                        |                   |                   |              |                         |                |           |       |
| 第40話 | 彷徨のライバル登場?    | 池田眞美子        | 藤森一真          | 笠井賢一     | 梶谷光春                | 4月10日        | 7(1)      | ×     |
| 第41話 | 彷徨と望の大決戦       | 池田眞美子        | 笠井賢一          | 高島大輔     | 小栗寛子                | 4月17日        | 7(1,2)    | ○     |
| 第42話 | オカメちゃんはどこ?    | 山口亮太          | 鈴木行            | 鈴木行       | 森下真澄                | 4月24日        |           | ×     |
| 第43話 | 両家そろって西遠寺     | 平見瞠            | 別所誠人          | 松浦錠平     | 関口雅浩                | 5月1日         |           | ○     |
| 第44話 | 鯉のぼりは怖くない     | 山口亮太          | 小滝礼            | 持丸タカユキ | 柳瀬雄之                | 5月8日         |           | ○     |
| 第45話 | 絵本の中でシンデレラ   | 丸尾みほ          | 岡本英樹          | 岡本英樹     | 杉本功                  | 5月22日        | 5(5)      | ○     |
| 第46話 | クリスと白クジラ       | 丸尾みほ          | 藤森一真          | 高島大輔     | 梶谷光春                | 5月29日        |           | ○     |
| 第47話 | 未夢とミニ未夢学校へ   | 金春智子          | 高橋亨            | 高橋亨       | 森下真澄                | 6月5日         |           | ○     |
| 第48話 | 三太と彷徨の変なカメ   | 池田眞美子        | 笠井賢一          | 笠井賢一     | 小栗寛子                | 6月12日        |           | ○     |
| 第49話 | 水野先生謎のお出かけ   | 平見瞠            | 鈴木行            | 鈴木行       | 杉本功                  | 6月19日        |           | ○     |
| 第50話 | やめてダレワンニャー   | 永月十            | 小滝礼            | 戸張節五郎   | アベエミコ              | 6月26日        |           | ○     |
| 第51話 | みかんさんの謎な約束   | 荒川稔久          | 井硲清高          | 井硲清高     | 森下真澄                | 7月3日         |           | ○     |
| 第52話 | 西遠寺の怪談コイシ岩   | 山口亮太          | 藤森一真          | 岡本英樹     | 高橋裕一                | 7月17日        | 6(4,5)    | ○     |
| 第53話 | 未夢と彷徨アメリカへ   | 金春智子          | 高橋亨            | 高島大輔     | 杉本功                  | 7月24日        | 7(3)      | ×     |
| 第54話 | 三太以外はアメリカへ   | 金春智子          | 笠井賢一          | 笠井賢一     | 杉本功                  | 7月31日        | 7(4)      | ○     |
| 第55話 | 星矢が預けた変な物体   | 丸尾みほ          | 藤森一真          | 西山明樹彦   | 藤田宗克 土屋幹夫       | 9月4日         | 5(3)      | ○     |
| 第56話 | メカワンニャー襲来!    | 山口亮太          | 小滝礼            | 鈴木行       | 小栗寛子                | 9月11日        |           | ○     |
| 第57話 | 望くん夢の世界へ       | 池田眞美子        | 小滝礼            | 三芳唯稀     | アベエミコ              | 9月18日        |           | ○     |
| 第58話 | うちのペットが一番?    | 平見瞠            | 鈴木行            | 鈴木行       | 小栗寛子                | 9月25日        | 7(5) 8(1) | ○     |
| 第59話 | ペポルゥワンニャー     | 平見瞠            | 藤森一真          | 和田高明     | 森下真澄                | 10月2日        | 8(1,2)    | ○     |
| 第60話 | みかんの仕事場西遠寺   | 山口亮太          | 笠井賢一          | 笠井賢一     | 高橋裕一                | 10月9日        |           | ○     |
| 第61話 | 未夢と彷徨初キッス?    | 荒川稔久          | 井硲清高          | 井硲清高     | 杉本功                  | 10月16日       |           | ○     |
| 第62話 | 小言カボ吉西遠寺       | 丸尾みほ          | 小滝礼            | 大庭秀昭     | 石川真亮                | 10月23日       |           | ○     |
| 第63話 | 山荘怖いな誰かいる?    | 丸尾みほ          | 鈴木行            | 鈴木行       | 池沢菜穂 アライシアカリ | 10月30日       |           | ○     |
| 第64話 | ペンフレンドが来るよ   | 平見瞠            | 小滝礼            | 高島大輔     | アベエミコ              | 11月6日        |           | ○     |
| 第65話 | 発明なんてつまらない   | 池田眞美子        | 藤森一真          | 高橋亨       | 杉本功                  | 11月13日       |           | ○     |
| 第66話 | ライバル友達恋がたき   | 丸尾みほ          | 桜井弘明          | 三芳唯稀     | アライシアカリ          | 11月27日       |           | ○     |
| 第67話 | シャラク星のテル来る   | 金春智子          | 井硲清高          | 井硲清高     | 杉本功                  | 12月4日        |           | ○     |
| 第68話 | ワンニャー対鹿田さん   | 池田眞美子        | 小滝礼            | アサミマツオ | 小泉謙三 小栗寛子       | 11月11日       |           | ○     |
| 第69話 | はみだしグアバの恋     | 山口亮太          | 藤森一真          | 高島大輔     | アベエミコ              | 12月18日       |           | ○     |
| 第70話 | ももかのクリスマス     | 池田眞美子        | 鈴木行            | 鈴木行       | アライシアカリ          | 12月25日       |           | ×     |
| 第71話 | 七福神でおめでたい     | 丸尾みほ          | 小滝礼            | 三芳唯稀     | 高橋裕一                | 2002年 1月8日  |           | ○     |
| 第72話 | 未夢とお揃いの着物     | 荒川稔久          | 井硲清高          | 井硲清高     | 杉本功                  | 1月15日        | 8(4,5)    | ○     |
| 第73話 | 未夢とお子様彷徨       | 金春智子          | 高橋亨            | 高橋亨       | 森下真澄                | 1月22日        |           | ○     |
| 第74話 | さよならわるわる団     | 金春智子          | 小滝礼            | 高島大輔     | アベエミコ              | 1月29日        |           | ○     |
| 第75話 | 平尾町バレンタイン     | 平見瞠            | 岡本英樹          | 三芳唯稀     | 杉本功                  | 2月5日         |           | ○     |
| 第76話 | ルゥくん主役で文化祭   | 池田眞美子        | 佐藤順一          | 鈴木行       | 高橋裕一                | 2月12日        | 9(1,2)    | ×     |
| 第77話 | 満月の夜に             | 丸尾みほ          | 桜井弘明 金子伸吾 | 金子伸吾     | 大木良一 梶谷光春       | 2月19日        | 9(3,4)    | ×     |
| 第78話 | また会おうね           | 金春智子          | 藤森一真          | 笠井賢一     | 音地正行                | 2月26日        | 9(4,5)    | ×     |

スペシャル番組
総集編や名場面集といった、通常放送とは異なる特別番組。放送時間は本放送である衛星アニメ劇場と同様。
『だぁ!だぁ!だぁ!ベストセレクション』では、ゲスト出演者にまつわるエピソードが放送された。
| 回                                        | サブタイトル                                                    | 放送日         |
| BS2 特別番組                              | BS2 特別番組                                                    | BS2 特別番組   |
| ----------------------------------------- | --------------------------------------------------------------- | -------------- |
| 1                                         | だぁ!だぁ!だぁ! 名場面集                                        | 2001年 8月28日 |
| BS2 『だぁ!だぁ!だぁ!ベストセレクション』 |                                                                 |                |
| 2                                         | 第49話 『水野先生謎のお出かけ』 ゲスト：榎本温子（小西綾役）    | 2002年 3月5日  |
| 3                                         | 第58話 『うちのペットが一番?』 ゲスト：白倉麻子（天地ななみ役） | 3月12日        |
| 4                                         | 第54話 『三太以外はアメリカへ』 ゲスト：時田光（黒須三太役）    | 3月19日        |
| 5                                         | 第51話 『みかんさんの謎な約束』 ゲスト：川村美香（原作者）      | 3月26日        |

### 放送局
| 放送地域 | 放送局                                 | 放送期間                                                                                | 放送日時                                         | 備考     |
| 本放送   | 本放送                                 | 本放送                                                                                  | 本放送                                           | 本放送   |
| -------- | -------------------------------------- | --------------------------------------------------------------------------------------- | ------------------------------------------------ | -------- |
| 日本全域 | 衛星第2テレビ （BS2）                  | 2000年3月28日 - 2002年2月26日                                                           | 火曜 18:00 - 18:30                               |          |
| 再放送   |                                        |                                                                                         |                                                  |          |
| 日本全域 | 教育テレビ （ETV）                     | 2001年4月8日 - 2003年4月6日                                                             | 日曜 18:00 - 18:25                               |          |
| 日本全域 | デジタル放送 衛星ハイビジョン （BShi） | 2001年10月5日 - 2002年3月22日 2002年4月5日 - 2003年3月14日 2003年4月6日 - 2003年8月10日 | 金曜 10:35-11:00 金曜 10:30-10:55 日曜 7:40-8:05 | [ 注 7 ] |
| 日本全域 | デジタル放送 教育テレビ （023ch）      | 2004年10月2日 - 2005年7月2日                                                            | 土曜 0:00 - 0:50                                 |          |
| 日本全域 | デジタル放送 教育テレビ （023ch）      | 2006年1月21日 - 2006年3月25日 2006年4月5日 - 2006年10月23日                             | 土曜 0:00 - 0:50 水曜 0:00 - 0:50                |          |
| 日本全域 | 衛星第2テレビ （BS2）                  | 2005年12月5日 - 2005年12月30日 2006年5月15日 - 2006年6月9日                             | 月-金 5:00 - 5:50                                |          |

特別番組
本放送期間においてはアニメ本編の放送だけでなく、名場面集やスタジオゲストを迎えての特別番組が設けられたことも多くみられ、『金曜アニメ館』をはじめとするアニメ番組では、担当声優や制作者が登場する特集回が組まれることもあった。
BS2 『金曜アニメ館』 番組枠
- 『特集 だぁ!だぁ!だぁ!』 2000年4月21日放送。担当声優の名塚佳織と三瓶由布子、監督の桜井弘明がゲスト出演。
- 『特集 だぁ!だぁ!だぁ!』 2001年1月26日放送。原作者である川村美香がゲスト出演。

NHK教育 『アニメ宝箱』 番組枠
- 『だぁ!だぁ!だぁ! セレクション』 2002年1月2日放送。
- 『だぁ!だぁ!だぁ! スペシャル1』 2002年12月31日放送。
- 『だぁ!だぁ!だぁ! スペシャル2』 2003年1月1日放送。

放送休止
本放送期間においては以下の理由により放送が休止となる回があった。
- 2000年7月4日（第13話）放送分。第2次森内閣発足に伴う報道特番による休止で、翌週に繰り下げて放送。
- 2000年12月5日（第29話）放送分。第2次森改造内閣発足に伴う報道特番による休止で、翌週に繰り下げて放送。

地上波本放送の終了後に放送されたセレクション放送においても放送が休止したことがあり、2003年3月23日（第57話）放送分が選抜高校野球の延長に伴って放送が休止し、翌週以降に繰り下げての編成となった影響で一週分が延長した格好となり、年度を跨いでの放送期間となった。
衛星アニメ劇場は、番組開始2分と本編終了後3分の計5分間に、視聴者から寄せられたハガキの紹介といった番組コーナーがあるが、前枠の『カードキャプターさくら』が大相撲中継の影響で放送時間が繰り下がり、本編の一部が正規の時間枠に収まりきらなかったという事態に見舞われた一件から、当番組以降は前番組に延長が生じた際は冒頭と司会進行を割愛して即座に本編から放送開始するという措置が取られるようになった。

### DVD / ビデオ
キングレコードを販売元として、第1期『だぁ!だぁ!だぁ! だいありー』と第2期『だぁ!だぁ!だぁ! すてっぷ』の2シリーズが発売され、各巻3話ずつを収録。
第1期 『だぁ!だぁ!だぁ! だいありー』
各巻に収録されたエピソードの中で登場したストーリーから、印象的なシーンが描写されたものをジャケットデザインとして仕立てている。
| 発売日 | 発売日          | 話数  | ジャケット                                                     | 規格品番 （DVD/VHS） |
| ------ | --------------- | ----- | -------------------------------------------------------------- | -------------------- |
| 1      | 2000年 10月25日 | 1-3   | 第1話『いきなり4人家族?!』                                     | KIBA-522/KIVA-522    |
| 2      | 11月22日        | 4-6   | 第6話『母の日にママ来る』                                      | KIBA-523/KIVA-523    |
| 3      | 12月21日        | 7-9   | 第8話『ルゥくん主役で初舞台』                                  | KIBA-524/KIVA-524    |
| 4      | 2001年 1月24日  | 10-12 | 第11話『六月父の日パパ来る』                                   | KIBA-525/KIVA-525    |
| 5      | 2月21日         | 13-15 | 第13話『シャラク星は謎の星』                                   | KIBA-526/KIVA-526    |
| 6      | 3月21日         | 16-18 | 第17話『宝晶インドか西遠寺』                                   | KIBA-527/KIVA-527    |
| 7      | 4月25日         | 19-21 | 第20話『季節外れの家庭訪問』                                   | KIBA-528/KIVA-528    |
| 8      | 5月23日         | 22-24 | 第23話『みんな集まれ西遠寺』                                   | KIBA-529/KIVA-529    |
| 9      | 6月27日         | 25-27 | 第27話『パパとママからの通信』                                 | KIBA-530/KIVA-530    |
| 10     | 7月25日         | 28-30 | 第30話『ワンニャーワンニャー』                                 | KIBA-531/KIVA-531    |
| 11     | 8月22日         | 31-33 | 第32話『クリススキーで別荘へ』                                 | KIBA-532/KIVA-532    |
| 12     | 9月29日         | 34-36 | 第34話『彷徨の約束デート』                                     | KIBA-533/KIVA-533    |
| 13     | 10月30日        | 37-39 | 第38話『ルゥくん増えちゃった』 第39話 『百人ルゥくん全員集合』 | KIBA-534/KIVA-534    |
第2期 『だぁ!だぁ!だぁ! すてっぷ』
ジャケットにはルゥとワンニャーが固定して登場し、ルゥを抱くようにして以下のキャラクターとの3ショットに収まり、その人物の名前がジャケットにテロッピングされている。
『だいありー』と違って本編描写は使われておらず、ジャケット全体が手帳を模したデザインとなっている。
| 発売日 | 発売日          | 話数  | キャラクター         | 規格品番 （DVD/VHS） |
| ------ | --------------- | ----- | -------------------- | -------------------- |
| 1      | 2001年 11月29日 | 40-42 | 光月未夢             | KIBA-663/KIVA-663    |
| 2      | 12月29日        | 43-45 | 光月未来             | KIBA-664/KIVA-664    |
| 3      | 2002年 1月26日  | 46-48 | 花小町クリスティーヌ | KIBA-665/KIVA-665    |
| 4      | 2月28日         | 49-51 | 水野先生             | KIBA-666/KIVA-666    |
| 5      | 3月27日         | 52-54 | 小西綾               | KIBA-667/KIVA-667    |
| 6      | 4月24日         | 55-57 | 夜星星矢             | KIBA-668/KIVA-668    |
| 7      | 5月22日         | 58-60 | 山村みかん           | KIBA-669/KIVA-669    |
| 8      | 6月26日         | 61-63 | 光ヶ丘望             | KIBA-670/KIVA-670    |
| 9      | 7月24日         | 64-66 | 黒須三太             | KIBA-671/KIVA-671    |
| 10     | 8月22日         | 67-69 | 夜星流               | KIBA-672/KIVA-672    |
| 11     | 9月25日         | 70-72 | 花小町ももか         | KIBA-673/KIVA-673    |
| 12     | 10月23日        | 73-75 | 天地ななみ           | KIBA-674/KIVA-674    |
| 13     | 11月22日        | 76-78 | 西遠寺彷徨           | KIBA-675/KIVA-675    |

### CD
| 発売日             | タイトル                                                            | レーベル       | 規格品番       |
| 主題歌シングル     | 主題歌シングル                                                      | 主題歌シングル | 主題歌シングル |
| ------------------ | ------------------------------------------------------------------- | -------------- | -------------- |
| 2000年 4月21日     | NHKアニメーション だぁ!だぁ!だぁ! オープニングテーマ ハートのつばさ | ビクター       | VICL-35136     |
| 8月23日            | だぁ!だぁ!だぁ!SEBプレゼンツ BOY MEETS GIRL with TRF                | エイベックス   | AVDD-20354     |
| 2001年 4月21日     | だぁ!だぁ!だぁ!つばさのコレクション ハートのつばさ                  | ビクター       | VIDL-30520     |
| 2001年 4月21日     | だぁ!だぁ!だぁ!オープニングテーマ HAPPY FLOWER                      | ビクター       | VICL-35250     |
| 2001年 4月21日     | ゆっくり 〜 NHK BSアニメーション だぁ!だぁ!だぁ!エンディングテーマ  | ビクター       | VICL-35251     |
| キャラクターソング |                                                                     |                |                |
| 2009年 4月24日     | HAPPY〜KAORI NAZUKA CHARACTER SONG COLLECTION〜                     | ランティス     | LACA-5906      |
| サウンドトラック   |                                                                     |                |                |
| 2000年 11月22日    | だぁ!だぁ!だぁ! オリジナル・サウンドトラック                        | ビクター       | VICL-60596     |
| 2001年 6月21日     | だぁ!だぁ!だぁ! オリジナル・サウンドトラック2                       | ビクター       | VICL-60739     |

## ゲーム

### 本作品
- 『だぁ!だぁ!だぁ!とつぜん★カードでバトルで占いで!?』 2000年12月8日発売。
  - ビデオシステムからゲームボーイカラー専用ソフトとして発売された。品番はCGB-BDOJ-JPN。
  - プレイヤーは最初に未夢か彷徨を選択、留守番をしている間にいなくなってしまったルゥを探して街に出る。途中、アニメのキャラと遭遇すると「とつぜん」1対1のカードバトルが始まり、勝つとルゥの目撃情報を教えてもらえる。
  - カードバトルはトランプの大富豪を単純化したルールのカードゲームで、各キャラごとに対戦中1回のみ使用可能な特殊能力があり、それなりに戦略は求められる。しかし、手持ちカードの種類は運によるところが大きいため、楽に勝てる場合とどんなに頑張っても勝てない場合の差が激しい。
  - 付加機能として占いモードがあり、指定した日や一週間の運勢、相性が占える。通信にも対応しており、カードゲーム対戦と相性占い、ネームカードの交換ができる。ポケットプリンタでネームカードを印刷する機能もある。

### 関連作品
- 『なかよしオールスターズ めざせ学園アイドル』 2008年12月18日発売。
  - クリエイティヴ・コアより発売されたニンテンドーDS対応ソフト。品番はNTR-P-C4CJ。
  - 『なかよし』創刊55周年を記念した作品。歴代34作品の一つとして当作も収録されており、未夢とルゥが作中にて登場する。